# Савршен број
Савршен број је онај број који је једнак збиру својих правих делилаца (укључујући и јединицу). На пример:
- 6=1+2+3
- 28=1+2+4+7+14

Прва четири савршена броја су позната од давнина (прије 2000 година). Трећи савршен број је 496, а четврти 8128. Пети савршени број је 33.550.336 и откривен је око 1460. године. Осамнаести савршени број има 1937 цифара, а познато је четрдесет осам савршених бројева.
Ојлер је доказао да парни савршени бројеви имају облик {\displaystyle 2^{n-1}(2^{n}-1)} гдје је {\displaystyle 2^{n}-1} Мерсенов прост број, а обрнуто тврђење било је познато још Еуклиду.

## Непарни савршени број
Није познато да ли постоји иједан непаран савршен број, али ако постоји мора бити веома велик, већи од 10300.